# Ansigtsgenkendelsessystem
Et ansigtsgenkendelsessystem er en teknologi, der er i stand til at matche et menneskeligt ansigt fra et digitalt billede eller et stillbillede mod en database med ansigter, der typisk bruges til at autentificere brugere med id-verifikationstjenester og fungerer ved at lokalisere og måle ansigtstræk i et givet billede.
Udviklingen af lignende systemer begyndte i 1960'erne, først som en form for computerapplikation. Ansigtsgenkendelsessystemer har oplevet bredere anvendelse i nyere tid på smartphones og i andre former for teknologi, såsom robotteknologi. Fordi automatiseret ansigtsgenkendelse involverer måling af et menneskes fysiologiske egenskaber, kategoriseres ansigtsgenkendelsessystemer som biometri. Selvom nøjagtigheden af ansigtsgenkendelsessystemer som en biometrisk teknologi er lavere end irisgenkendelse og fingeraftrykslæsere, er de vidt udbredte på grund af deres kontaktløse proces. Ansigtsgenkendelsessystemer er blevet implementeret i avanceret menneske-computer-interaktion, videoovervågning og automatisk indeksering af billeder.
Ansigtsgenkendelsessystemer anvendes i dag over hele verden af regeringer og private virksomheder. Deres effektivitet varierer, og nogle systemer er tidligere blevet skrottet på grund af deres ineffektivitet. Brugen af ansigtsgenkendelsessystemer har også skabt kontroverser med påstande om, at systemerne krænker borgernes privatliv, ofte foretager forkerte identifikationer, tilskynder til kønsnormer og raceprofilering og ikke beskytter vigtige biometriske data. Fremkomsten af syntetiske medier såsom deepfakes har også skabt bekymringer om deres sikkerhed. Disse påstande har ført til forbud mod ansigtsgenkendelsessystemer i flere byer i USA. Som et resultat af voksende samfundsmæssige bekymringer meddelte Meta, at de planlægger at lukke Facebooks ansigtsgenkendelsessystem ned og slette ansigtsskanningsdata fra flere end en milliard brugere. Den ændring vil betyde et af de største skift i brugen af ansigtsgenkendelse i teknologiens historie.